# Литвинец, Богуслав
Богуслав Литвинец (пол. Bogusław Litwiniec, 1 ноября 1931, Острог, Волынское воеводство — 25 декабря 2022, Вроцлав) — польский театральный деятель и политик. Член Союза демократических левых сил, он работал в Сенате Польши с 2001 по 2005 год и в Европейском парламенте с мая по июль 2004 года.

## Биография
Родился в семье лесника.
После окончания Второй мировой войны с семьёй родителей жил в Нижней Силезии.
Богуслав Литвинец окончил среднюю школу в Клодзко, а с 1955 года изучал теоретическую физику в Варшавском университете. По окончании работал на физическом факультете Вроцлавского университета в качестве ассистента. В то же время он писал драматургические произведения и редактировал вроцлавский студенческий еженедельник «Взгляды»; в 1957 году стал менеджером, режиссёром, актёром и автором основанного им студенческого театра «Каламбур» во Вроцлаве. В 1966 году окончил трёхлетний театрально-драматургический курс в Нанси.
В 1967—1993 годах он проводил Международный открытый театральный фестиваль во Вроцлаве (до 1975 года под названием Фестиваль студенческих театров). В 1975 году он опубликовал манифест 21 убеждения в открытом искусстве, который был попыткой синтезировать идеалы контркультуры. Он также принимал участие в ряде других культурных инициатив, например, в 1979—1992 годах руководил Открытым театральным центром «Каламбур», был художественным руководителем Фестиваля польского современного искусства во Вроцлаве, соучредителем и редактором ежемесячного журнала «Смех Европы», один из основателей Ассоциации европейских связей во Вроцлаве. Активно работал в Ассоциации польских артистов сцены.
С труппой театра «Каламбур» выступал в различных странах Европы, а также в США и Канаде. Среди спектаклей, поставленных этой труппой, есть оригинальные постановки («Моя любовь гуляет по улицам города», 1959, «Любители», 1968), а также спектакли по произведениям Александра Блока («Двенадцать», 1960), Витольда Вирпши (Тени, 1961), Уршули Козел (В ритме солнца, 1970, Белый сундук, 1977, Раскрашенный король, 1979), Веслава Мысливского (Камень на камне, 1984). Он также был автором многочисленных публикаций на культурную тематику, избранные очерки были опубликованы в сборнике «Молодой театр — Открытый театр» (1978).
С 1953 года состоял членом Польской объединённой рабочей партии (с 1980 года — в составе театральной труппы при ЦК Польской объединённой рабочей партии). Позже он присоединился к Союзу демократических левых сил. В 1994—2001 годах он был советником Вроцлава. В январе 2001 года он победил на дополнительных выборах в Сенат 4-го срока, объявленных после истечения срока полномочий Леона Киреса. Работал в Комитете по культуре и СМИ и Комитете по иностранным делам и европейской интеграции. На выборах в сентябре 2001 года он получил мандат ещё на один срок во вновь созданном Вроцлавском избирательном округе. С мая по июль 2004 года был депутатом Европарламента в составе национальной делегации. В 2004 году он безуспешно баллотировался в Европарламент. В 2005 году вступил в Польскую социалистическую партию, не баллотировался на переизбрание на парламентских выборах в том же году.
Награждён Рыцарским и Командорским крестами ордена Возрождения Польши.
Богуслав Литвинец умер во Вроцлаве 25 декабря 2022 года в возрасте 91 года.
Жена — Галина, учительница и актриса, сын Михал.